# Microchilus ovatus
Microchilus ovatus är en orkidéart som först beskrevs av John Lindley, och fick sitt nu gällande namn av David Nathaniel Friedrich Dietrich. Microchilus ovatus ingår i släktet Microchilus och familjen orkidéer. Inga underarter finns listade i Catalogue of Life.